# Torborg
Torborg ist ein Familienname und weiblicher Vorname.

## Herkunft und Bedeutung
Der Vorname wird vor allem im Norwegischen, Schwedischen und Dänischen verwendet und ist eine moderne Variante von Pórbjörg.

## Namensträger

### Familienname
- Peter Torborg, Pseudonym von Peter Rühmkorf (1929–2008), deutscher Lyriker, Essayist und Pamphletist
- Wilhelm Neumann-Torborg (1856–1917), deutscher Bildhauer

### Vorname
- Torborg Nedreaas (1906–1987), norwegische Schriftstellerin